# Afrothismia hydra
Afrothismia hydra là một loài thực vật có hoa trong họ Burmanniaceae. Loài này được Sainge & T.Franke mô tả khoa học đầu tiên năm 2005.